# Cotija de la Paz
Cotija de la Paz es la cabecera del municipio homónimo, ubicada en el occidente del estado mexicano de Michoacán, en los límites de Jalisco.
Cotija es el lugar de nacimiento de varias figuras religiosas, entre ellas san Rafael Guízar Valencia y el sacerdote Marcial Maciel Degollado.
El Queso Cotija se elabora en esta región. Esto influyó en su nombramiento en el año 2023 como Pueblo Mágico de México.

## Toponimia
La palabra «Cotija» viene del chichimeca cotixani.que significa ‘lugar donde la garganta está más ensanchada’. También, un documento de fines del siglo XVIII utilizó la grafía «Cotixa» para referirse al valle y sus adyacencias.
Desde 1790, Cotija fue oficialmente designado como pueblo, dejando de ser congregación.  
Durante una visita que el gobernador de Michoacán, Aristeo Mercado, hiciera al pueblo, se dio cuenta de que los hijos de Cotija no habían nacido para vivir y enriquecerse con la política, sino que amaban la paz, el orden, la tranquilidad y el progreso. Con estas impresiones regresó a Morelia y dos años después decretó que desde el 5 de mayo de 1896 el «pueblo de Cotija» tuviera el rango de «ciudad» y llevara el nombre de «Cotija de la Paz».

## Historia
Existen diferentes versiones sobre la fecha exacta de la fundación del pueblo. Sin embargo, el sacerdote José Romero Vargas dedicó varios años de su vida a la investigación histórica de esta, que fue su tierra natal. Después de varios años de encuesta determinó que esta era la más posible y verídica versión sobre la fundación de Cotija:
Durante los primeros años del dominio español formó parte de la encomienda de Tarecuato-Tepehuacán, concedida a don Antonio Caicedo. En el último cuarto del siglo XVI el virrey autorizó que familias españolas se asentaran en el valle, formándose una congregación dentro del corregimiento de Tingüindín.
Entre 1575 y 1576 en el sitio que los antiguos llamaban Cotixa, y muy cerca de un cristalino riachuelo que después llamaron El Río Claro, sentó don Melchor Manzo de Corona sus casas de morada. Con él llegaron también su esposa, doña Juana Pérez, sus hijos Melchor y Leonor, y algunos indígenas, como Juan Alonso, nacido en Tacatzcuaro.
De 1581 a 1595, se establecieron alrededor de esta estancia otros once colonos españoles. Algunos edificaron sus casas y con perseverancia se dedicaron, principalmente, a la ganadería. Al transcurrir de los años y atraídos por el buen clima y la belleza de la zona, se fueron avecindado otras familias españolas. Ya para este entonces se le conocía como El Rincón de Cotixa y la estancia de don Melchor Manzo era considerada como la cabecera o centro de las demás. Por esta razón en ella se construyó una primitiva capilla a Nuestra Señora del Pópolo y se hacía los domingos el tianguis.
Ya desde antes de 1730, la capilla de El Rincón de Cotija tenía sacerdote de pie, pero los bautismos, los casamientos y los entierros no se permitían y era forzoso acudir a la sede parroquial en Tinguidin.
En noviembre de 1740 se remedió, cuando el obispo de Michoacán, fray Marcos Ramírez del Prado, permitió que se diera sepultura en la capilla y el atrio. Entre el 2 al 5 de agosto de 1759, durante una visita oficial del Juez Comisario, subdelegado para Ventas y Composiciones de Tierras y Aguas Baldías y Realengas de la jurisdicción de Xiquilpan, Periban, y Tinguindín, el señor licenciado don Francisco Antonio de Echavarri, decretó que a partir de esa fecha El Rincón de Cotixa y el Llano de Titiacoro quedaran unidas para siempre en un solo nombre, con la categoría oficial de La Congregación de Cotija.
El 12 de octubre de 1810 se formó un destacamento para lucha por la Independencia. El 12 y 13 de noviembre de 1813 jefes insurgentes atacaron a las fuerzas realistas del capitán Miguel de la Mora. El 20 de marzo de 1918 las fuerzas de Inés Chávez García saquearon e incendiaron la ciudad.
En diciembre de 1920, las fuerzas del general Lázaro Cárdenas, estuvieron de paso por la población. El 27 de diciembre de 1939 se firmó la resolución presidencial que formó el Ejido de Cotija y sus anexos. 
También es importante destacar la participación de Cotija en la guerra Cristera en México (1926 a 1929), dicha participación fue dirigida por el General Jesús Degollado Guízar. 
La población de Cotija a inicios del siglo XX se distinguía por una sentida religiosidad, expresada en variadas tradiciones piadosas y en el florecimiento de vocaciones sacerdotales y religiosas, habiendo sido esta localidad cuna de seis obispos dentro de la Iglesia Católica.

## Herencia Europea: España, Italia, Portugal, y Francia
Cotija de la Paz, destacada por su rica herencia cultural, es una localidad que refleja la fuerte influencia europea en su población, particularmente de ancestros provenientes de España, Italia, Portugal y el sur de Francia. Los primeros españoles en llegar eran principalmente de las regiones de Andalucía, Llerena y Galicia. 
Estas áreas son conocidas por su rica tradición agrícola y artesanal, la cual ha tenido un impacto significativo en las costumbres y prácticas locales. Se recibieron a personas de Italia, cuyas contribuciones son evidentes en diversos aspectos de la vida cultural y cotidiana. Estas familias trajeron consigo técnicas avanzadas de trabajo en cuero y agricultura, adaptándose bien al clima de Michoacán.
Los inmigrantes del sur de Francia llegaron de áreas cercanas a la frontera con España, incluyendo los departamentos de Aveyron, Tarn, Perigord, Dordoña y Pirineos Orientales. Aportaron por generaciones habilidades en la producción de productos lácteos, fundamentales para el desarrollo de la industria local. 
Esta diversidad de orígenes europeos ha creado un tejido social único en Cotija de la Paz, donde las tradiciones y costumbres de estos diferentes grupos se han entrelazado, formando una identidad cultural rica y variada que se manifiesta en la vida diaria de la ciudad y en sus celebraciones tradicionales.

## Cotija: Un Encuentro con la Historia Sefardita
La ciudad de Cotija es conocida no solo por su rica historia local, sino también por su conexión con la diáspora de los judíos sefarditas. Originarios de la península ibérica, estos judíos fueron expulsados de España y Portugal durante la Inquisición, un evento que los dispersó a diversas partes del mundo, incluyendo Ámsterdam, Londres, Brasil y finalmente México. Algunos sefarditas eligieron Cotija como su nuevo hogar, donde secretamente conservaron sus tradiciones y enseñanzas para proteger su linaje y mantener viva su fe. A pesar de las adversidades, lograron influir discretamente en el tejido social y cultural de la región, dejando un legado que perdura hasta hoy.
La presencia de los judíos sefarditas en Cotija no solo es un capítulo de la historia universal o de la historia de una minoría religiosa, sino un testimonio de resistencia cultural y adaptación. A través de una meticulosa recopilación de anécdotas familiares, tradiciones, documentos y estudios genealógicos, se revela la influencia sefardita como una pieza clave en el mosaico cultural de Cotija.
Se enlaza la microhistoria con la historia regional y universal, ofreciendo una perspectiva casi perfecta de cómo estos individuos, con sus raíces profundamente ancladas en Sefarad, han mantenido su identidad a lo largo de generaciones. Al afirmar y celebrar el linaje judío de sus ancestros, los descendientes de los sefarditas en Cotija continúan siendo testigos vivos de su rica herencia histórica y de su inquebrantable fe.

## Geografía
El relieve está constituido por el sistema volcánico transversal, sierra de San Ángel; cerros de la Corona, Verde, Blanco, del Pinal; y el valle de Cotija, cerro del Picacho entre otros.
El clima es tropical y templado con lluvias en verano. Tiene precipitación pluvial de 900.0 milímetros y temperaturas que oscilan de -3.º en invierno a 40.0º en primavera.
En el municipio predominan los bosques: bosque mixto y bosque tropical caducifolio. Su fauna la conforman el venado, zorrillo, lince, puma o león de montaña, onza, águila, halcón, gavilán  zorro, conejo, liebre, ardilla, tlacuache, tejón, tuza, armadillo, coyote, garza, pato y pez bagre, entre otros.
Los suelos del municipio datan de los periodos cenozoico, terciario y plioceno; corresponden principalmente a los del tipo chernozem y chesnut.
Su uso es primordialmente forestal, ganadero y agrícola.
Su hidrografía se integra por los ríos de Cotija (Claro y Cuervo), Tajo, Ejes y Agostadero, Río de Huertas, Río de Ventanas, además de arroyos formados durante la temporada de lluvias tradicionalmente conocidos como; el salto, la ranita, la barranca ancha entre otros.
También cuenta con lagos y lagunas de formación natural como son La Laguna de San Juanico, Laguna del Paso, Laguna del Moral, Laguna de la Magdalena entre otros, además de represas artificiales para riego.

## Demografía
Cotija de la Paz cuenta según datos del XIV Censo General de Población y Vivienda con una población en 2020 de 14 074 habitantes de los cuales 6761 son hombres y 7313 son mujeres. Es por su población la 34.ª localidad más poblada de Michoacán.

### Población de Cotija de la Paz 1900-2020[13]
| Gráfica de evolución demográfica de Cotija de la Paz entre 1900 y 2020                            |
|                                                                                                   |
| Población de los censos del Instituto Nacional de Estadística y Geografía (INEGI) de 1900 a 2020. |

## Monumentos históricos

### Parroquia de Nuestra Señora del Popolo
Su construcción comenzó en 1854 a cargo del arquitecto José María Yerena, quien fuera un eminente arquitecto perteneciente a la masonería del Rito Escocés Antiguo y Aceptado y que dejó indicios de simbología de la orden de los Caballeros templarios, Simbología francmasónica y Rosacruz. Mismos que pueden ser observados alrededor y al interior de la edificación.
Es un edificio de grandes dimisiones, de estilo barroco y neoclásico. La arquitectura barroca prefiere el uso de las líneas curvas y las superficies ondulantes. En este sentido, abandona las líneas rectas y las superficies planas. La arquitectura barroca se caracteriza por crear efectos atmosféricos mediante la manipulación y regulación de las entradas de luz. La búsqueda de los efectos del claroscurso es una constante. 
El cuerpo y cimientos están construidos de roca, adornamos con molduras de cantera rosa talladas a mano, una torre de aproximadamente 70 metros de altura, elaborada únicamente en cantera rosa la cual alberga un campanario en su primer nivel, donde se pueden encontrar 5 campanas, destacando la Campana de Nuestra Señora del Popolo, la cual se cree está hecha mayormente de oro y plata por su característico sonido y duración de resonancia, además cuenta con un reloj mecánico operado por pesas y que hace sonar un conjunto de 3 campanas cada 15 minutos y un conteo de campanadas cada hora según corresponda, dicho reloj fue donado por Santos Degollado Carranza.
La cúpula o calota es un elemento sobresaliente de la parroquia ya que es única en su tipo en todo el continente, se trata de una cúpula suspendida únicamente sobre columnas elaborada de cantera negra/café, adornada con vitrales con motivos religiosos; con un estilo similar al de la Basílica de San Pedro del Vaticano.
Se cree que debajo de la parroquia existen túneles subterráneos que en un primer momento fueron hechos como drenajes y que posteriormente fueron ampliados para que quepa de pie una persona. Esto con la finalidad de esconder a los fieles católicos durante la guerra Cristera y que se conectan con los tunes ya descubiertos (aunque poco explorados) que corren debajo del centro de la ciudad y en las calles principales. Se cree que el acceso a dichos túneles esta debajo de la pila de bautizo de la parroquia. También se cree que los túneles eran utilizados para esconder oro y bienes de los invasores

### Centro histórico
Distintos Ayuntamientos y sociedades civiles han tratado de conservar la apariencia tradicional del centro de Cotija pavimentado con cantera rosa, iluminación arquitectónica, iluminación colonial, preservación de las plazas, jardines y electrificación subterránea, además de construcciones coloniales como la que fuera la casa de Rafael Guízar y Valencia.

### Museo
Cotija cuenta con un museo ubicado entre las calles Nicolás Bravo y Javier Mina en donde se pueden encontrar artefactos y objetos organizados de manera cronológica, desde hallazgos arqueológicos que datan de épocas precolombinas, la época de oro de Cotija y la era moderna. 

## Servicios

### Centros Religiosos
- Parroquia de Nuestra Señora del Popolo.
- Templo San José
- Templo San Felipe
- Santuario de la Asunción.
- Santuario Guadalupano
- Santuario Virgen Del Barrio
- Templo La Rinconada
- Templo San Rafael Guízar
- Templo Sagrado Corazón
- Salón del Reino de los Testigos de Jehová
- Iglesia Cristiana
- Iglesia Luz Del Mundo

- Iglesia Monseñor Guízar y Valencia

### Centros educativos de Nivel Superior
- Universidad Interamericana para el Desarrollo (UNID)
- Universidad Anáhuac (Normal)
- Instituto Tecnológico de Los Reyes (Extensión).

## Cultura

### Fiestas y tradiciones
- 5 y 6 de enero. Fiesta religiosa en La Esperanza y día de Los Santos Reyes.
- 12 de enero. Celebración a la Virgen en San Juanico.
- 5 de febrero. Celebración en honor a San Felipe de Jesús.
- 19 de marzo. Festividad de San José.
- 24 de junio. Fiesta a la virgen de El Barrio.
- 28-30 de septiembre. Feria de la Tostada.
- 12 de octubre. Fiesta del descubrimiento de América en el Santuario Guadalupano.
- 22 de noviembre. Fiesta de Santa Cecilia, verbena popular en la plaza principal a cargo de músicos locales.
- 1-31 de diciembre. Fiestas tradicionales en honor a la Virgen de Guadalupe, feria del Queso y Fiestas del Hijo Ausente.

### Vuelta a la plaza
Es bien conocido que desde la segunda mitad del siglo XIX, cuando se construyó la plaza, se hizo costumbre que cada domingo por la tarde y la noche, caminar alrededor de la plaza es toda una tradición. Las familias y en especial los jóvenes caminaban alrededor de la plaza como medio para conocer gente. Las mujeres caminaban por un lado y los hombres en sentido opuesto. Los hombres regalaban flores o ponían confeti en el cabello de las mujeres como símbolo de atracción, por amistad o como muestra de afecto.

### Artesanías
Cotija es bien conocido por sus artesanías de altísima calidad que han sido preservadas por familias originalmente asentadas en Cotija desde su fundación, sobresaliendo:

#### Talabartería
Fabricación de Sillas de Montar, guaraches, cintos y artículos de cuero que preservan su fabricación a mano utilizando  técnicas tradicionales, a cargo de la Familia Vargas, actualmente siguen la tradición el Señor Juan Vargas Silva y sus hijos Juan Vargas Contreras y Marco Vargas Contreras.

#### Orfebrería
Fabricación de aretes y alhajas de oro de excelente calidad, elaboración con técnicas tradicionales de antaño, siendo las Familias Barragán y Silva los principales exponentes.

## Pueblo Mágico
El 26 de junio de 2023 en la Ciudad de México y en voz del Lic. Miguel Torruco Marqués secretario de Turismo del Gobierno de México, Cotija fue oficialmente nombrado Pueblo Mágico, destacando por su famoso Queso Cotija, reconocido tanto a nivel nacional como internacional. Este producto es el principal atractivo simbólico del Pueblo Mágico, complementado por una rica oferta de elementos gastronómicos, arquitectónicos, culturales y naturales que constituyen una gran propuesta turística.
El nombramiento oficial como Pueblo Mágico fue entregado por el gobernador de Michoacán, el ministr Alfredo Ramírez Bedolla, a la presidenta municipal, la Lic. Yolanda Sánchez Figueroa, el 11 de julio de 2023 en la plaza Principal de la Ciudad. 
Este distintivo fue obtenido bajo la Dirección de la primera mujer presidenta municipal Yolanda Sánchez Figueroa y Daniel Barragán Guerrero, el entonces director de Turismo, su labor incluyó gestionar, filmar, fotografiar, investigar y recolectar la información necesaria, así como cumplir todos los requisitos de la convocatoria de la Estrategia Nacional de Pueblos Mágicos 2023. Los atractivos seleccionados para la gestión turística se clasificaron en los rubros de Natural, Cultural e Histórico Monumental, siendo los siguientes: 

#### Atractivos Naturales
- Laguna de San Juanico: Un hermoso cuerpo de agua rodeado de un entorno natural ideal para actividades recreativas.
- Los Petrograbados: Con una antigüedad de 10,000 años, estos grabados en piedra son un testimonio de las antiguas civilizaciones que habitaron la región.
- Sierra y Bosques: Espacios naturales que ofrecen paisajes impresionantes y oportunidades para el ecoturismo.
- Cerrito Calabazo: Un cerro emblemático que invita a los visitantes a explorar su entorno natural.

#### Atractivos Históricos-Monumentales
- Parroquia de Nuestra Señora del Popolo: Un imponente edificio religioso que destaca por su arquitectura y valor histórico.
- Centro Histórico: Un recorrido por las calles de Cotija permite apreciar la riqueza arquitectónica y cultural del municipio.
- Antigua Cárcel: Lugar donde estuvo preso San José Sánchez del Río, mártir de la Guerra Cristera.
- Casa de San Rafael Guízar y Valencia: Residencia del santo, hoy convertida en un lugar de peregrinación y recuerdo.

#### Atractivos Culturales
- Centro Cultural Santa María de la Montaña: Espacio dedicado a la promoción y difusión de la cultura local.
- El Barrio: Zona que preserva tradiciones y costumbres arraigadas en la comunidad Cotijense.
- Panteón La Paz: Destaca por sus tumbas francesas, españolas e italianas, reflejo de la diversidad cultural de la región.
- Museo de Cotija: Institución que alberga y exhibe objetos y documentos históricos, ofreciendo una mirada profunda a la historia del municipio.

## Gastronomía
La ciudad Cotija de la Paz se caracteriza por su peculiar forma de cocinar y de preparar sus alimentos ya que la gran mayoría de la comida es dulce y a muchas personas que visitan les causa asombro tal como el mole preparado con Chocolate Cotija, salsas y algunos guisados. Se cree que la preparación de los alimentos con sazón dulce proviene de los fundadores europeos que no estaban familiarizados con las comidas de mestizos que solían ser picantes o muy condimentadas. Aun así, la gastronomía tradicional de Cotija no se limita a alimentos dulces. 
Algunos de los alimentos y productos más conocidos son:

### Queso Cotija
El queso Cotija es el producto gastronómico más destacado de la población.  
Desde hace aproximadamente 400 años se comenzó a crear esta variedad de queso en rancherías aldeanas al pueblo.  
En el año 2000 fue creada una marca registrada del queso Cotija estableciendo normas comunes para su elaboración artesanal. Para mantener este patrimonio gastronómico, cada año en diciembre se lleva a cabo una feria del queso Cotija. 
El queso Cotija artesanal fue reconocido, entre 500 participantes, como el mejor queso extranjero del año en el campeonato mundial de quesos en Cremona, Italia, en noviembre del 2006.[cita requerida].

### Chocolate Cotija (La Azteca)
La tradición de la fabricación de Chocolate Cotija comenzó en 1930 cuando los hermanos Francisco y Raymundo González originarios de Cotija instalaron una fábrica de Chocolates La Azteca. Los hermanos González, habían fundado La Azteca en Veracruz en 1919, pero quisieron apoyar a la comunidad abriendo un establecimiento en la comunidad, que después por estrategias logísticas, trasladaron la fábrica a la Ciudad de México, llevando a la ciudad a la  mayoría de sus empleados de Cotija y contratando aun más personal oriundo de Cotija.
Llegó a ser la empresa líder en ventas de chocolate en México al punto que en 1988 adquirió a la empresa Larín, la entonces segunda chocolatera más grande del país. La fábrica estaba ubicada en calle Ferrocarril de Cintura #105 Col. Morelos, Alcaldía Venustiano Carranza, junto a la estación del metro Morelos. El edificio que albergaba la fábrica ahora es una unidad de condominios, pero la fachada permanece intacta.
Algunos Cotijenses que también conocían las técnicas de fabricación de chocolates y decidieron comenzar su propio negocio, el cual se ha vuelto toda una tradición que continúa hasta ahora, ofreciendo variedades de chocolate de mesa, como es el Chocolate Semi Amargo (Envoltura azul), Amargo (Envoltura verde) o almendrado (Envoltura blanca con dorado).

### Tostadas
Las tostadas de Cotija son conocidas por ser diferentes a las que se conoce en el resto del país.
Están elaboradas con masa de maíz blanco, las cuales después de un proceso de secado al sol se les conoce como «raspadas». Posteriormente se fríen en aceite y se dejan secar, para después ser preparadas con distintos ingredientes a gusto del consumidor. 

### Mezcal
El mezcal es un licor elaborado por la destilación del corazón del agave o maguey; una planta muy parecida a la penca. Este proceso comienza desde que se plantan los agaves, que normalmente tardan en madurar de 6 a 8 años, aunque algunas especies pueden tardar hasta 20 años. Existen distintas variedades de Agave, cada una le da al mezcal un sabor y aroma únicos.
Cuando llega el momento se cosecha y se deshoja hasta quedar solo la piña. Luego, en un fogón muy peculiar; un agujero en el piso cubierto de piedras calentadas al fuego, se ponen las piñas y se cubren con pencas de la misma planta. Después de 3 días que ya están cocidas se machacan y se ponen a fermentar. Finalmente pasan por un proceso de destilación en ollas de barro.
En las comunidades y ranchos de las serranías de Cotija, existen las popularmente denominadas Vinatas, que son cabañas o casas de adobe se destila el Mezcal, siendo las comunidades de Plan del Cerro y Agua del Gallo las más conocidas por la elaboración de Mezcal, aunque no esta imitado a otras comunidades de la serranías del municipio. El clima y la vegetación de la zona dan al maguey un sabor único una vez que es destilado. 
Cada productor tiene su técnica y proceso particular, lo cual da como resultado una gran variedad de Mezcales, de sabores, texturas y aromas distintos. Algunos productores añaden frutas, hierbas aromáticas, anís, madera de pino, etc. cuando el mezcal está reposando, lo que realza su sabor o deja notas a frutos o cítricos, que dan aun más variedad de sabor al licor.

### Pan
Sus variedades son únicas en todo el país, destacando «las trancas», que son un pan tipo galleta en forma de trenza alargado y «las aguacatas», un tipo de pan sin levadura parecido al hojaldre, de unos 30 cm, de forma redonda y con pedazos de piloncillo.
De igual manera durante la Semana Santa, se elaboran virotes, que es un tipo de pan de gran tamaño, que suele ser dulce o salado, según sea el caso, el cual se consume solo o se utiliza para elaborar la tradicional capirotada, que puede ser dulce o salada, siendo la dulce la más común. El virote también es utilizado para ser bendecido el Jueves Santo, como parte de una tradición católica.

### Postres
En Cotija, muchas personas conocen los postres como fruta de Horno, mismos que se preparan en su mayoría con leche, siendo los más tradicionales de Cotija:
- Cocadas: Dulce de coco que puede ser suave y acompañarse con un cono o puede ser un poco más sólido y consumirse en cuadros cortados como si fueran caramelos.

- Pícaros. Dulce único y tradicional de Cotija elaborado con leche quemada y canela que tiene una consistencia similar a una masilla que es envuelta en papel encerado y tiene un sabor similar a la cajeta.

- Muertitos. Son dulces de leche que en toda la república Mexicana solo se comercializan en Cotija en los meses de septiembre, octubre y noviembre, con motivo del día de Muertos en forma de calaveritas o de personas, adornados con flores de colores o motivos religiosos. Son dulces suaves con un sabor único. Es una tradición que el día 2 de noviembre muy temprano por la mañana, las personas, principalmente niños, salgan a «pedir muertitos» a casas o establecimientos. El Ayuntamiento también obsequia dichos dulces en la plaza principal, para fomentar la conservación de la tradición.

## Personajes ilustres
- Rafael Guízar Valencia
- Felipe Arriaga
- Vicenta Chávez Orozco
- Marcial Maciel Degollado
- Jesús Degollado Guízar
- José Rubén Romero Flores

## Hermanamientos
- Xalapa-Enríquez, México (2007).[15]
- Perris, Estados Unidos.[16]